# Nīca (novads)
Nīca (en letton : Nīcas novads) est une ancienne municipalité de Lettonie, située dans la région de Courlande, dont le chef-lieu était Nīca. Le 1er juillet 2021, elle disparaît et fusionne au sein de la nouvelle municipalité de Courlande-du-Sud.

## Histoire
Avec la réforme administrative et territoriale du 1er juillet 2021, elle est supprimée et fusionnée avec Aizpute, Durbe, Grobiņa, Pāvilosta, Priekule, Rucava et Vaiņode pour former la nouvelle municipalité de Courlande-du-Sud (Dienvidkurzemes novads).

## Démographie
Au 1er janvier 2011, sa population s'élevait à 3 918 habitants. 

## Subdivisions
La municipalité était composée de deux communes (pagasti), Nīca et Otaņķi.